# Јосиф (име)
Јосиф (хебр. יוֹסֵף — иосеф) је мушко библијско име. Код неких народа постоји и женска варијанта имена. Јосиф значи „Бог додаје“.

## Варијације
- Јосиф
- Јосип
- Ђузепе
- Џозеф
- Јозеф
- Жозеф
- Хосе
- Жозе
- Јусуф